# Чемпіонат Європи з боротьби 2003
2003 року чемпіонат Європи з греко-римської боротьби проходив у Белграді (Сербія і Чорногорія), чемпіонати Європи з вільної боротьби серед чоловіків і жінок у Ризі (Латвія).

## Медалісти

### Греко-римська боротьба (чоловіки)
| Вага      | Золото                   | Срібло                        | Бронза                      |
| --------- | ------------------------ | ----------------------------- | --------------------------- |
| до 55 кг  | Маріан Санду (Румунія)   | Роман Амоян (Вірменія)        | Олексій Вакуленко (Україна) |
| до 60 кг  | Армен Назарян (Болгарія) | Сурен Геворкян (Україна)      | Рустем Мамбетов (Росія)     |
| до 66 кг  | Шереф Ероглу (Туреччина) | Армен Варданян (Україна)      | Сергій Кунтарєв (Росія)     |
| до 74 кг  | Олексій Глушков (Росія)  | Олександр Кікіньов (Білорусь) | Серкан Озден (Туреччина)    |
| до 84 кг  | Олексій Мішин (Росія)    | Левон Гегамян (Вірменія)      | Мухран Вахтангадзе (Грузія) |
| до 96 кг  | Рамаз Нозадзе (Грузія)   | Мірко Енґліх (Німеччина)      | Давид Салдадзе (Україна)    |
| до 120 кг | Юха Агокас (Фінляндія)   | Дік-Бардош Міхай (Угорщина)   | Ксенофон Куціумбас (Греція) |

### Вільна боротьба (чоловіки)
| Вага      | Золото                        | Срібло                          | Бронза                    |
| --------- | ----------------------------- | ------------------------------- | ------------------------- |
| до 55 кг  | Намік Абдуллаєв (Азербайджан) | Аміран Карданов (Греція)        | Мавлет Батиров (Росія)    |
| до 60 кг  | Анатолій Гуйдя (Болгарія)     | Аріф Кама (Туреччина)           | Петру Тоарка (Румунія)    |
| до 66 кг  | Ірбек Фарнієв (Росія)         | Ельбрус Тедеєв (Україна)        | Емер Чубукчу (Туреччина)  |
| до 74 кг  | Арпад Ріттер (Угорщина)       | Александер Ляйпольд (Німеччина) | Мурад Гайдаров (Білорусь) |
| до 84 кг  | Реваз Міндорашвілі (Грузія)   | Мамед Агаєв (Вірменія)          | Вадим Лалієв (Росія)      |
| до 96 кг  | Хаджимурат Гацалов (Росія)    | Фатіх Чакіроглу (Туреччина)     | Вадим Тасоєв (Україна)    |
| до 120 кг | Давид Мусульбес (Росія)       | Сергій Прядун (Україна)         | Алекс Модебадзе (Грузія)  |

### Вільна боротьба (жінки)
| Вага     | Золото                      | Срібло                     | Бронза                             |
| -------- | --------------------------- | -------------------------- | ---------------------------------- |
| до 48 кг | Брігітта Вагнер (Німеччина) | Лілія Каскаракова (Росія)  | Анжелік Бертене (Франція)          |
| до 51 кг | Наталія Карамчакова (Росія) | Іда Геллстрем (Швеція)     | Олександра Енгельгардт (Німеччина) |
| до 55 кг | Наталія Гольц (Росія)       | Софія Пумпуріду (Греція)   | Сільвія Біленська (Польща)         |
| до 59 кг | Моніка Михалик (Польща)     | Штефані Штюбер (Німеччина) | Ольга Кригіна (Україна)            |
| до 63 кг | Лене Онес (Норвегія)        | Нікола Гартманн (Австрія)  | Сара Ерікссон (Швеція)             |
| до 67 кг | Ліз Гольо-Легран (Франція)  | Валерія Златова (Україна)  | Евеліна Прушко (Польща)            |
| до 72 кг | Аніта Шетцле (Німеччина)    | Катерина Галова (Чехія)    | Моніка Ковальська (Польща)         |

## Розподіл нагород
| Місце  | Країна      | Золото | Срібло | Бронза | Загалом |
| ------ | ----------- | ------ | ------ | ------ | ------- |
| 1      | Росія       | 7      | 1      | 4      | 12      |
| 2      | Німеччина   | 2      | 3      | 1      | 6       |
| 3      | Грузія      | 2      | 0      | 2      | 4       |
| 4      | Болгарія    | 2      | 0      | 0      | 2       |
| 5      | Туреччина   | 1      | 2      | 2      | 5       |
| 6      | Угорщина    | 1      | 1      | 0      | 2       |
| 7      | Польща      | 1      | 0      | 3      | 4       |
| 8      | Франція     | 1      | 0      | 1      | 2       |
| 8      | Румунія     | 1      | 0      | 1      | 2       |
| 10     | Азербайджан | 1      | 0      | 0      | 1       |
| 10     | Фінляндія   | 1      | 0      | 0      | 1       |
| 10     | Норвегія    | 1      | 0      | 0      | 1       |
| 13     | Україна     | 0      | 5      | 4      | 9       |
| 14     | Вірменія    | 0      | 3      | 0      | 3       |
| 15     | Греція      | 0      | 2      | 1      | 3       |
| 16     | Білорусь    | 0      | 1      | 1      | 2       |
| 16     | Швеція      | 0      | 1      | 1      | 2       |
| 18     | Австрія     | 0      | 1      | 0      | 1       |
| 18     | Чехія       | 0      | 1      | 0      | 1       |
| Всього | Всього      | 21     | 21     | 21     | 63      |